# 熊本大学大江（渡鹿）総合運動公園体育館
熊本大学大江（渡鹿）総合運動公園体育館（くまもとだいがくおおえ〈とろく〉そうごううんどうこうえんたいいくかん）は、熊本市中央区渡鹿にある体育館。熊本大学所管の大江（渡鹿）総合運動公園の一角に位置する。
2024年5月、熊本バスケットボール株式会社が命名権を取得し「VOLTERS GX」と名付けた。

## 三者包括連携協定
2024年4月2日、国立大学法人熊本大学・医療法人桜十字グループ・熊本バスケットボール株式会社の3者で包括連携協定が締結された。
目的は次の通り。「学術・医療・スポーツの連携・協働により、バスケットボールをはじめ、スポーツ全般の発展、スポーツ教育の向上およびスポーツの力である楽しみや感動がある”Well-Being"な熊本の地域社会に資する」。
協定内容は、
1. 熊本大学はプロバスケットボールチームであるヴォルターズのトップチーム・トップアスリートを題材とし、スポーツ科学の研究を実施
2. 熊本大学とヴォルターズで渡鹿体育館の賃借契約を締結。ヴォルターズの練習拠点として利用
3. 3者による共同研究として、スポーツ頭部外傷における血液バイオマーカーの同定と有用性の検討

上記協定に基づき、当体育館の命名権を取得した熊本バスケットボール株式会社は、「体育館（GYM）」のGと、付加価値を掛け算（X）で生み出したいという想いから「VOLTERS GX」と命名した。大規模な改修工事が実施された当体育館は、7月1日より、バスケットコート1面（ゴールリング6其）・選手ロッカー・ケアルーム・コーチルーム・トレーニングエリアの完備された、ヴォルターズのクラブハウスとして機能することとなった。

## 建物
建物は敷地面積990平方メートル、鉄筋コンクリート造中二階建で、運動公園の南西に位置している。敷地南壁には「VOLTERS GX」のロゴとエンブレムが大きく掲げられており、南接する県道からよく見える。看板は建物入口となる東壁にも掲げられているが、運動公園は熊本大学の敷地であり関係者以外の立入は制限されている。